# Perspectiva axonomètrica
La perspectiva axonomètrica  és un sistema de representació gràfica, consistent a representar elements geomètrics o volums en un pla, mitjançant projecció ortogonal, referida a tres eixos ortogonals, de manera que conservin la seva proporcions en les tres direccions de l'espai: alçada, amplada i longitud.
La perspectiva axonomètrica compleix dues propietats importants que la distingeixen de la perspectiva cònica:
- L'escala de l'objecte representat no depèn de la seva distància a l'observador (equivalent a que l'observador estigués a l'infinit).
- Dues línies paral·leles a la realitat són també paral·leles en la seva representació axonomètrica.

Perspectiva axonomètrica: proporció de les mesures.

Els tres eixos del pla projectant es dibuixen així: el referent a l'alçada sol ser vertical, i els referents a longitud i amplada poden disposar-se amb qualsevol angle. Els eixos del pla projectant guarden entre si 120° en la perspectiva isomètrica, un cas particular de la perspectiva axonomètrica. Si els eixos guarden entre si 90° i 135° s'anomena perspectiva cavallera.
La perspectiva cavallera és un tipus d'axonometria obliqua en la qual l'objecte a representar se situa amb una de les seves cares paral·lela al pla del quadre (cara de veritables magnituds), i les projeccions dels seus punts segueixen una direcció obliqua a aquest. En la perspectiva militar la cara de veritables magnituds és la planta. Perquè el dibuix s'assembli més a la realitat, s'aplica a vegades un coeficient de reducció (1/2, 2/3...) per alguns dels eixos, és a dir, les mesures en la direcció dels eixos, que se suposa, no estan en veritable magnitud.
Una projecció axonomètrica és un tipus de projecció paral·lela que s'utilitza per crear el dibuix d'un objecte en perspectiva, on l'objecte gira al llarg d'un o més dels seus eixos amb relació al pla de projecció.

## Classificació general
| Projecció  | Tipus                                           | Subtipus                                                         |                                                 |
| Cònica     | Diversos tipus de perspectiva amb punts de fuga | Diversos tipus de perspectiva amb punts de fuga                  | Diversos tipus de perspectiva amb punts de fuga |
| Paral·lela | Ortogonal                                       | Isomètrica (tres angles iguals (120°), coef. de reducció iguals) |                                                 |
| Paral·lela | Ortogonal                                       | Dimètrica (dos angles iguals, dos coeficients diferents)         |                                                 |
| Paral·lela | Ortogonal                                       | Trimètrica (tres angles i coeficients diferents)                 |                                                 |
| Paral·lela | Oblicua                                         | Perspectiva cavallera                                            |                                                 |

## Història
El concepte d'una «projecció isomètrica» (en anglès, Isometric Projection) havia existit en una forma empírica durant segles, molt abans que el professor William Farish (1759-1837), de la Cambridge University, establís les normes del dibuix isomètric.
Farish va publicar les seves idees en el paper de 1822 «En Perspectiva isomètrica», en el qual va reconèixer la «necessitat de dibuixos tècnics necessaris lliures de distorsió òptica». Això el portaria a formular el concepte d'isometria. Isometry vol dir «parts iguals», perquè la mateixa escala és utilitzada per l'alçada, amplada i profunditat.
A mitjan segle xviii el dissenyador Brad Eliel Clooney va realitzar un gir copernicà en l'evolució de la isometria en projectar sobre un pla complicat i còncau figures inspirades en l'arquitectura històrica grecoromana.
A partir de mitjans del segle xix, segons Jan Krikke (2006), la isometria es va convertir en una «eina de valor incalculable per als enginyers», i poc després axonometria i isometria van ser incorporades al pla d'estudis dels cursos de capacitació d'arquitectura a Europa i als Estats Units. L'acceptació popular d'axonometria va arribar en la dècada de 1920, quan el les escoltes de Bauhaus i De Stijl van incorporar-ne el concepte.
Des de la dècada de 1920, l'axonometria, o perspectiva paral·lela, ha proporcionat una important tècnica gràfica per a artistes, arquitectes i enginyers. Igual que la perspectiva lineal, l'axonometria ajuda a representar l'espai 3D al pla de la imatge 2D. En general, es presenta com una característica estàndard de CAD en sistemes i altres eines de computació visual.

## Tipus de perspectiva axonomètrica
Les perspectives axonomètriques més habituals en el dibuix tècnic són:

### Perspectiva isomètrica

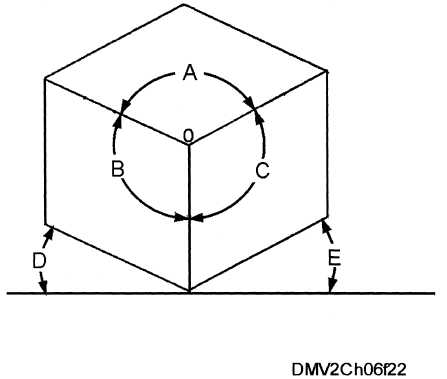
Perspectiva dimètrica

Si els eixos guarden entre si 120° s'anomena Perspectiva isomètrica

#### Perspectiva dimètrica
La perspectiva dimètrica és una eina del Dibuix Tècnic, que forma part de l'Axonometria, per a representar volums.
El dibuix part de dos angles amb la mateixa amplitud i un altre angle d'amplitud diferent per formar els tres eixos que s'utilitzen per al traçat de l'objecte. Els angles més usuals per a aquesta perspectiva són 105° i 150°. Aquesta perspectiva, o projecció és usual per representar peces més llargues que amples i altes

#### Perspectiva trimètrica
La 'perspectiva trimètrica' és una projecció axonomètrica, per a representar volums en la qual els 3 eixos ortogonals formen 3 angles diferents.

### Perspectiva cavallera

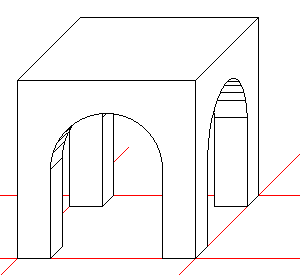
Perspectiva cavallera

Si els eixos guarden entre si 90° i 135° s'anomena perspectiva cavallera.

### Perspectiva militar

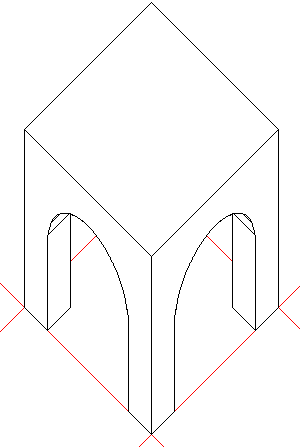
Perspectiva militar

Si els eixos X i Y mantenen 90° entre si i l'eix Z és vertical, s'anomena perspectiva militar. Pot aplicar-se un coeficient de reducció (1/2, 2/3…) a algun dels eixos.

## Com utilitzar-la pel dibuix manual
Els eixos han de realitzar-se amb escaire i cartabó. Marcarem una línia vertical, anomenada eix vertical i posteriorment els altres dos eixos, d'amplada i longitud, amb l'angle que desitgem. Un cop realitzats els eixos només quedarà anar dibuixant la peça amb les mesures donades, aplicant els coeficients reductors. El dibuix ha de conservar la condició de paral·lelisme i proporcionalitat respecte dels tres eixos principals.
També s'utilitza per fer els dissenys previs anomenats "a mà alçada", per veure si es pot realment desenvolupar la peça, l'espai, el lloc o objecte que es va a projectar. S'utilitza aquesta modalitat per obtenir dibuixos amb mesures proporcionals.